# Torbiera delle Viote
La Torbiera delle Viote è un'area protetta situata nel comune di Trento.

## Territorio
Il territorio è un'area pianeggiante non molto grande situata ai piedi dell'osservatorio astronomico e della Cima Palon del Bondone.
Al centro di essa è presente una torbiera di medie dimensioni con alberi sparsi, per esempio di betulla bianca.

## Fauna
La fauna è ricca: per quanto riguarda i mammiferi ospita specie come volpe, capriolo, scoiattolo, oltre a qualche avvistamento del recentemente introdotto orso bruno
L'avifauna è forse la più ricca, comprendendo specie di montagna quali averla piccola, zigolo giallo, prispolone, gheppio, picchio nero, regolo, cincia mora, tordela, civetta nana, culbianco, stiaccino, fanello e altri più e meno comuni. L'avifauna migratoria è composta da specie come pispola, biancone, luì grosso, piro piro culbianco, lodolaio e meno frequenti. Nella stagione invernale sono stati inoltre registrati anche sordone e fringuello alpino.

## Flora
Per quanto riguarda la flora, l'area è circondata da un bosco di abete rosso e larice, e come detto prima nella torbiera vera e propria è presente la betulla bianca, ma possiamo osservare un'eccellente biodiversità floreale, vista la vicinanza con il giardino botanico.

## Punti di interesse
La Piana è sovrastata da un osservatorio astronomico, vicino al quale è presente un ristorante. Si può raggiungere in macchina da Trento.